# Trast AC
Trast Athletic Club (Grieks: Τραστ Λευκωσίας) was een Cypriotische voetbalclub uit Nicosia. Trast AC ontstond na een splitsing van de vereniging P.O.P. in Trast AC en Panergatikos. Trast AC was medeoprichter van de KOP.
De eerste Cypriotische competitie en bekertoernooi werd in het seizoen 1934-35 georganiseerd. Trast AC werd én landskampioen én bekerwinnaar. In 1936 en 1938 wist Trast AC wederom de beker te winnen, terwijl ze in 1937 tot de finale geraakten. In de competitie zouden ze in 1936, 1937 en 1938 tweede worden. In 1938 werd de club ontbonden wegens financiële problemen.

## Erelijst
- Landskampioen in 1935
- Beker van Cyprus winnaar in 1935, 1936, 1938, finalist in 1937